# Момчето, което можеше да бъде крал
„Момчето, което можеше да бъде крал“ (на английски: The Kid Who Would Be King) е американски фентъзи екшън-приключенски филм от 2019 г., написан и режисиран от Джо Корниш. Като начинание между Великобритания и САЩ, във филма участват Луис Джордж Съркис, Том Тейлър, Дийн Чаму, Риана Дорис, Ангъс Ърми, Ребека Фъргюсън и Патрик Стюарт.
Разпространен от „Туентиът Сенчъри Фокс“, филмът е пуснат в Съединените щати на 25 януари 2019 г., и във Великобритания на 15 февруари 2019 г. Той е също вторият и последен филм, който е пуснат от „Туентиът Сенчъри Фокс“, преди „Уолт Дисни Къмпани“ заема контрола на студиото като част от закупуването на 21st Century Fox на 20 март 2019 г.